# Jiddischkeit
Jiddischkeit ist ein jiddischer Begriff, der in etwa „Judentum“, „Judaismus“ bedeutet, d. h. die jüdische Lebensweise (insbesondere die aschkenasische Lebensweise) mit einer Einhaltung von Traditionen und Bräuchen sowie religiösen Vorschriften.
Gelebt und gepflegt werden die religiöse Lebensweise, die Kultur, Sprache (Jiddisch) und Weltanschauung der aschkenasischen Charedim (ultraorthodoxe Juden).
Vor dem Aufkommen der Haskala (jüdische Aufklärung) und der Emanzipation der Juden in Europa lag der Schwerpunkt der Jiddischkeit auf dem Studium der Tora und des Talmuds für die Männer sowie auf dem Familien- und Gemeinschaftsleben, das von der Einhaltung der Halacha (mit den jüdischen Religionsgesetzen) bestimmt wurde. Unter den Nachkommen der osteuropäischen Charedim, die die Mehrheit der Juden ausmachen, die noch Jiddisch sprechen, hat das Wort seine Bedeutung nicht verloren.
Mit dem Säkularismus und der Moderne wurde „Jiddischkeit“ nicht mehr nur der Bewahrung der tatsächlichen jüdischen Religion und Tradition zugeschrieben, sondern mit einer Vielzahl von Bewegungen, Ideologien, Bräuchen und Traditionen identifiziert, an denen osteuropäische (jiddischsprachige) Juden teilnahmen und ein Gefühl des „Judentums“ aufrechterhielten, wie (osteuropäisches) jüdisches Essen, Humor, Schtetl-Leben und Klezmer-Musik. Die Jiddischkeit wird daher heute oft mit einer bestimmten Sprechweise, einer bestimmten Art von Humor (dem unverwechselbaren jüdischen Witz) usw. gleichgesetzt.